# Козлувка (Любартівський повіт)
Козлувка (пол. Kozłówka) — село в Польщі, у гміні Камйонка Любартівського повіту Люблінського воєводства.
Населення — 801 особа (2011).

## Демографія
Демографічна структура станом на 31 березня 2011 року:
|          | Загалом | Допрацездатний вік | Працездатний вік | Постпрацездатний вік |
| -------- | ------- | ------------------ | ---------------- | -------------------- |
| Чоловіки | 411     | 96                 | 278              | 37                   |
| Жінки    | 390     | 77                 | 229              | 84                   |
| Разом    | 801     | 173                | 507              | 121                  |